# 那覇バスターミナル

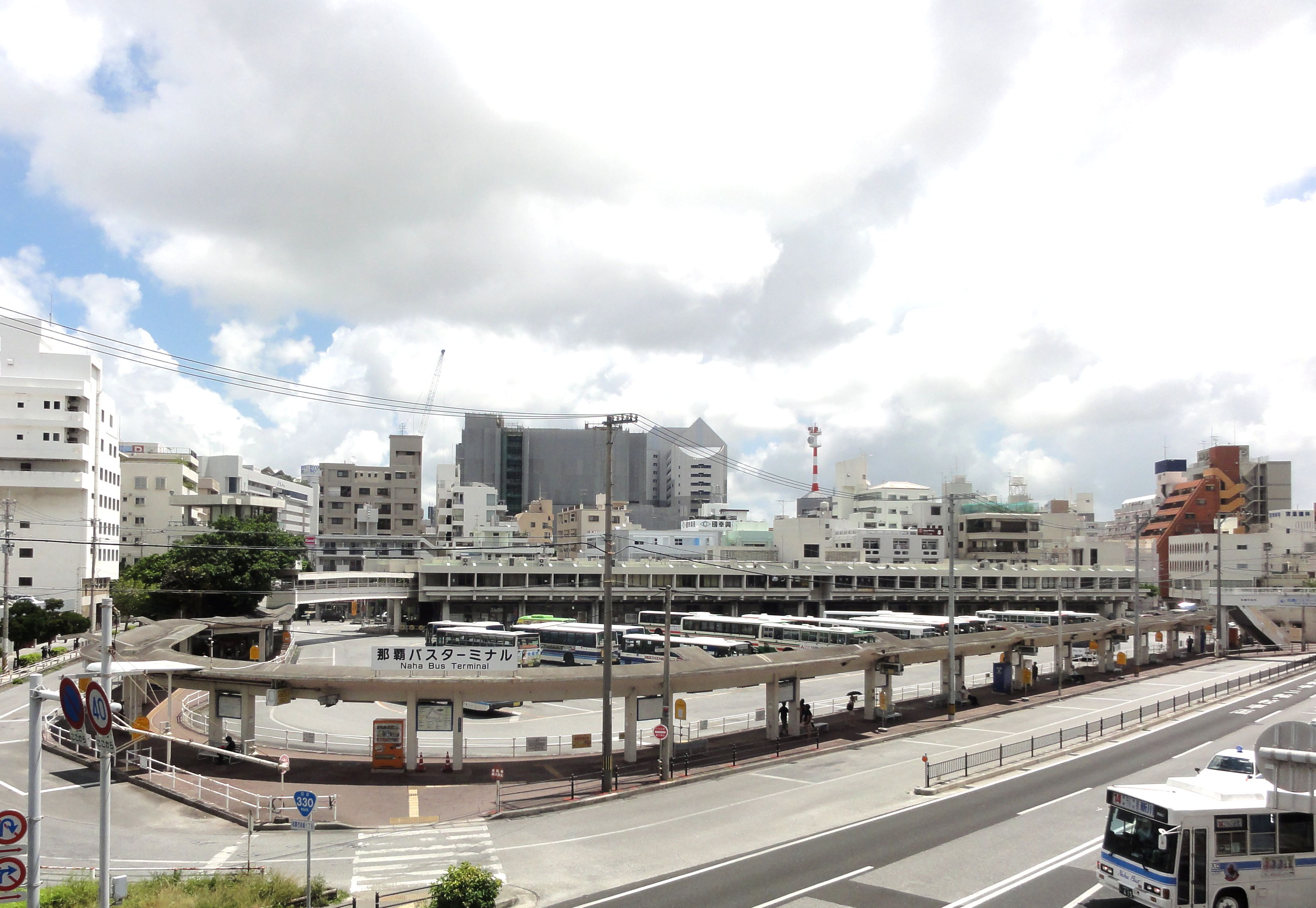
旧バスターミナル（2012年8月16日）

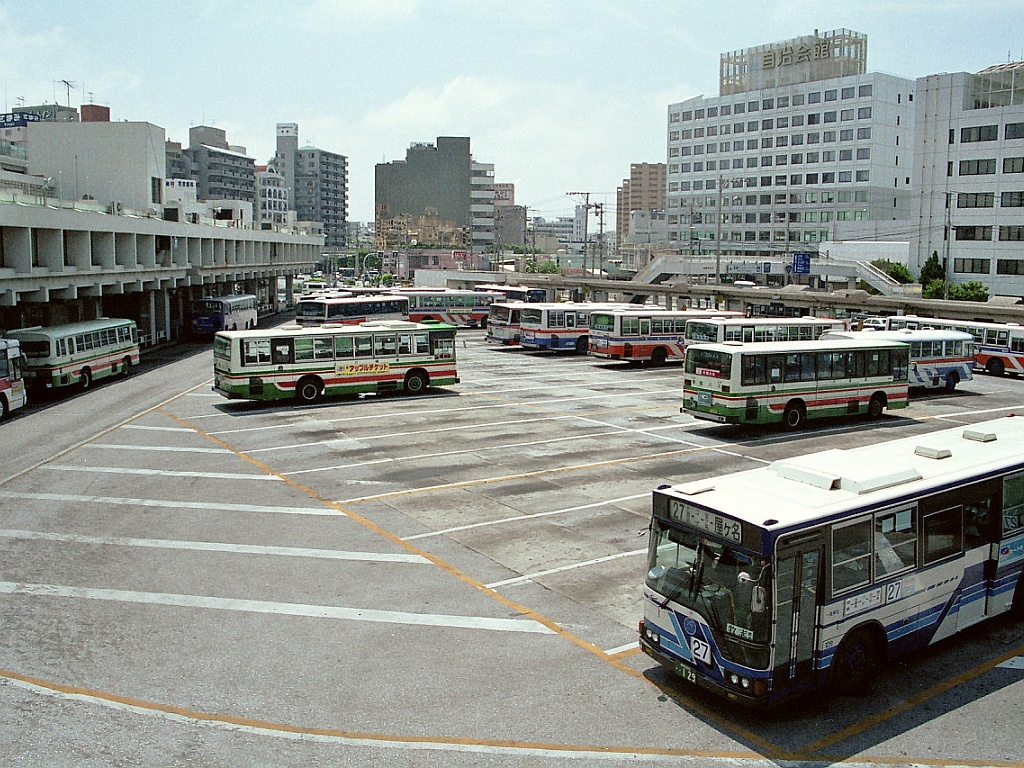
旧バスターミナル全景（2004年8月）

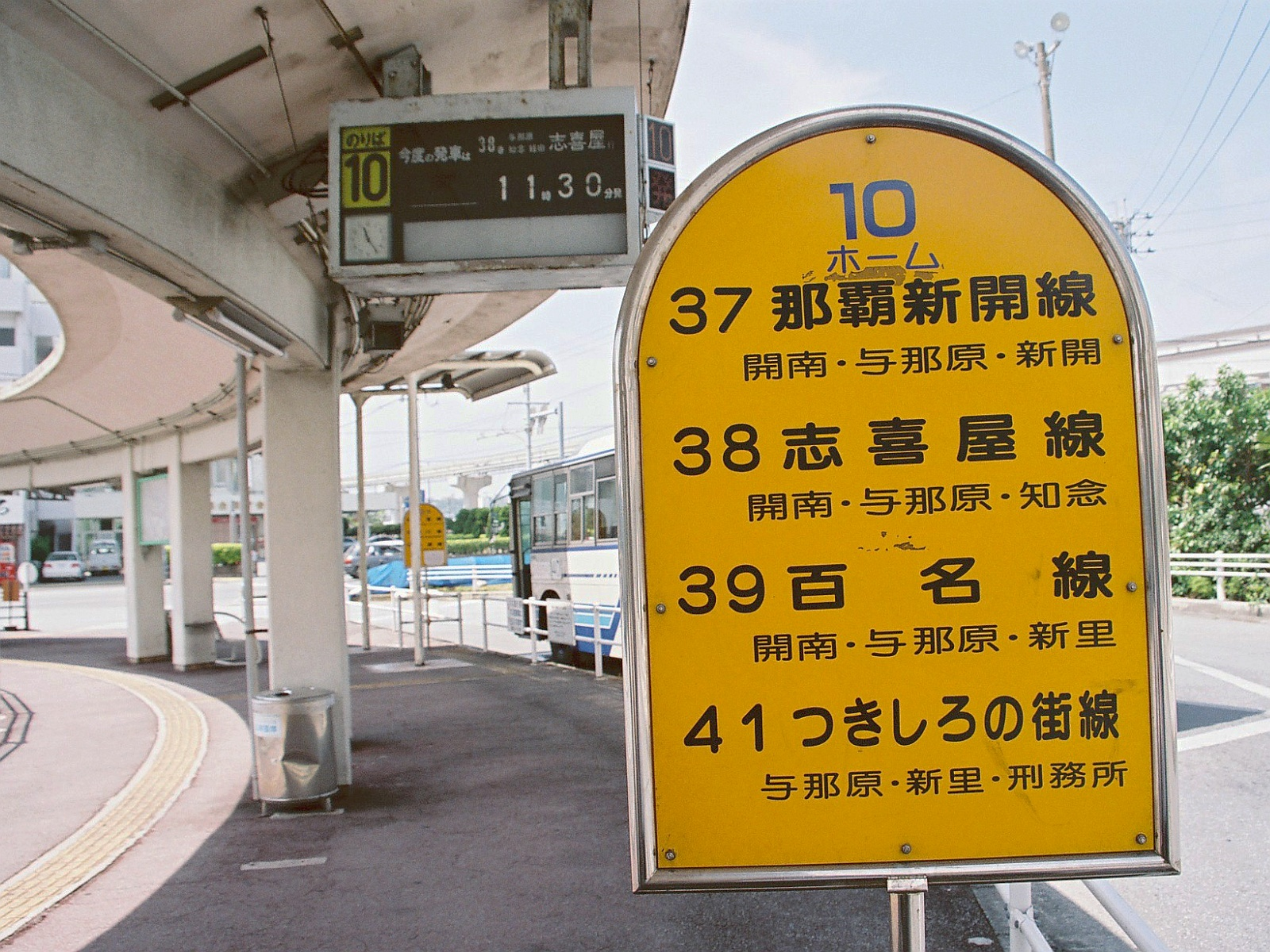
旧バスターミナル内乗り場の様子（2004年8月）
後ろに「フラップボード方式」の案内板が見える

那覇バスターミナル（なはバスターミナル）は、沖縄県那覇市泉崎にあるバスターミナルで、沖縄島最大規模のバスターミナルである。沖縄都市モノレール（ゆいレール）旭橋駅前。那覇バスターミナル株式会社が管理、運営している。

## 概要
沖縄県及び沖縄島最大都市・那覇の交通中心的ターミナルである。第二次世界大戦前、沖縄県営鉄道与那原線、海陸連絡線の起点である那覇駅があった。同駅舎を含む鉄道関連施設は沖縄戦により破壊された。後述の再開発事業で2015年にいったんバスターミナルが閉鎖された後の工事中に、駅の転車台遺構が発見された。2018年10月1日にカフーナ旭橋A街区と一体化した新バスターミナルが完成、運用を開始している。
所在地
- 沖縄県那覇市泉崎1丁目20-1

発着路線数（空港リムジンバスを含む）
- 琉球バス交通：24路線（うち1路線はバスターミナル前 バス停のみ停車）
- 沖縄バス：22路線
- 那覇バス：11路線（うち2路線はバスターミナル前 バス停のみ停車）
- 東陽バス：5路線
- 2社（琉球バス交通・沖縄バス）共同運行：6路線
- 3社（琉球バス交通・沖縄バス・那覇バス）共同運行：1路線
- 4社共同運行：1路線

## 沿革
1978年7月30日実施の交通方法変更（通称：730）により、バスの乗降口が正反対になることから、乗降口や車両の出入口などの変更が生じるようになった。その対策事業として、ターミナル施設の建て替えが行われることとなった。
ターミナル建設計画の際には、本島4社（琉球バス・沖縄バス・那覇交通・東陽バス）社長による県外ターミナル視察（宮崎交通のバスセンターなど）が行われた。それと並行して4社総務担当役員・運営委員・営業所長を中心した基本計画が以下の通りに策定された。
1. ターミナルの出入口の変更。
2. バース形状をのこぎり型から並行型への変更。
3. 高架歩道橋の設置。
4. ターミナル外周路の敷地内への取り込み。
5. 国道側にあったターミナルビル施設を撤去し、新ターミナルビルへ移設。
6. 第2駐待機場を設置し、給油・洗車施設などを移設。
7. 行先別の乗り場などを設置。併せて、バス発車時刻表示機器（反転フラップ式）の取付実施。

以上の基本計画策定の元、1978年7月16日に着工し、翌年1979年10月31日に竣工した。

### 年譜
- 1959年8月27日 - 開設。
- 1978年7月30日 - 交通方式変更（730）に伴い、改装。
- 2002年10月9日 - 那覇バスターミナル株式会社が都市計画決定の申請手続き開始に同意。
- 2007年4月24日 - 那覇バスターミナル株式会社の全株式をゼクスが買収。
- 2008年1月12日 - 旭橋都市再開発が開発計画概要を公表。
- 2008年7月30日 - ゼクスが那覇バスターミナル株式会社の全株式をリッシに売却。
- 2012年1月11日 - 第一交通産業株式会社が、那覇バスターミナル株式会社の全株式をリッシから取得[2]。
- 2018年10月1日 - 新バスターミナル運用開始。

## 構造（新ターミナル）
- 那覇バスターミナルには数多くの路線が接続しているため、数多くの乗車口が必要である。そのため、カフーナ旭橋A街区1階にファミリーマート併設の待合室があり、それを取り囲むように乗車口が配置されている。乗車口としては1 - 11番のりばまでで、別途北側に降車口（A - G番おりば）があり、一部は定期観光バスなどの乗降場を兼ねている。またバスターミナルに乗り入れない路線のために、旭橋バス停とバスターミナル前バス停がある。バスターミナル前バス停は沖縄県道39号線（国際通り方面）側に旭橋バス停とは別に設置されており、路線の関係上旭橋バス停を使用できない路線のために設置されている（旭橋、バスターミナル前両バス停を利用する系統も一部存在する。）。また、乗り場の路線は旧ターミナルと同様、他都道府県で見られるような会社ごとの分け方ではなく、行き先、または関連路線によって分けられている。
- 待合室にはのりばごとの直近の発車するバスの出発案内があるほか、各乗り場付近には直近5本の発車バスを表示する案内ディスプレイがある。また、ディスプレイにはバスターミナルを通過する系統の遅れ状況も表示されるようになっている[注 1]。
- 那覇バス以外の各社は、那覇バスターミナル内に那覇営業所を設置し、ここが各社の路線運行の拠点となっている。また、那覇バスは那覇販売所と定期観光バス案内所を設置しており、那覇バスが運行する定期観光バス[注 2]はここを発着している。
- 車両待機場が地下1階部分にあり、乗り入れ路線数によって各社の駐機台数が割り振られている。那覇バスターミナルは他の沖縄のバスターミナルとは違い、バスターミナルと車庫が併設ではないため、基本的に運行が終了すると各社とも車庫へ車両を回送している。しかし、東陽バスは車庫に全ての車両が入りきらないということや、バスターミナルから車庫までが近く徒歩で移動できるため、一部の車両はバスターミナルに留め置かれている[注 3]。

## 構造（旧ターミナル）
- 円弧状に歩行者用の通路が設置され、その両側に乗車口が配置されていた。乗車口としては1〜14番のりばの15箇所（10番のりばは10番のりばとは別に10-2番のりばがある）があった。
- 各乗り場付近には路線の出発案内などが表示される案内板があるが、デジタル表示機ではなく反転フラップ式である。なお、立て替え末期には一部は故障したまま修理されず放置されているほか、動作するものについても動作が不安定である旨の貼紙がされているほか、時刻や行先は付近に設置されている時刻表を参照するよう案内していた。

## 旭橋駅周辺地区再開発事業
- 国道330号を挟んだ南地区と、那覇バスターミナルを含む北地区の再開発計画。この内、北地区においてバスターミナル地権者のバス会社による同意が得られず、計画が未定だったが、2007年4月に那覇バスターミナル株式会社の全株をゼクスが取得したことにより、計画の立案が進められた
- 全体にカフーナ旭橋という愛称がついている。南街区については、南部合同庁舎・自治会館・東急ビズフォート那覇が入居するC街区、高層マンションのD街区、駐車場のE街区が先行完成し、その後リーガロイヤルグラン沖縄が入居するB街区も完成した。[3]
- 2008年1月に出された計画では、現在50台程度あるバス駐機場（待機場）が8台に減るほか、パース（のりば）も15から14に減る見込みである。駐機場の減少に関して、沖縄県交通政策課は同県が計画している「基幹バスシステム」導入により現在の規模の駐機場スペースは必要ないとしている。しかし、一部会社では割り当てられている駐機場は満杯状態であり2006年2月に一部路線の起点をバスターミナルから豊見城へ変更している。また、「基幹バスシステム」には那覇市内線、及び南部（糸満）方面への路線は関与しない為、それらの路線に対する駐機場が不足するほか、別場所に設ける駐機場への回送による周辺道路の渋滞を引き起こしてしまうなどの問題も多くあり、バス会社は県などに再考を求めている。なお、計画では2012年度の完成を目指していた（後述）。
- 2008年7月にゼクスが全株式をリッシに売却している。旭橋都市再開発は計画に大きな影響はないとしている。
- 2012年1月11日に第一交通産業株式会社が、那覇バスターミナル株式会社の全株式をリッシから取得。[2]
- その後、商業施設、オフィスのほか、就労支援センター（グッジョブセンター）の移転・設置、さらに沖縄県立図書館の移転も決まり、2015年4月までにバス発着機能は各営業所（沖縄バスの旭町駐車場なども利用）やおもろまち駅前広場などに仮移転、5月に解体され、9月に着工、2018年9月23日完成、2018年10月1日運用開始。

## 設置されている営業所
- 琉球バス交通 那覇営業所
- 沖縄バス 空港リムジンバス案内センター
- 那覇バス 那覇販売所・定期観光バス案内所
- 東陽バス 那覇営業所

## 周辺
駅
- 沖縄都市モノレール（ゆいレール）旭橋駅

船舶港岸（那覇港那覇ふ頭）
- マルエーフェリー
- マリックスライン

官公庁
- 沖縄県庁
  - やんばる急行バス・カリー観光「県庁北口」停留所
  - 東京バス「国際通り入口」停留所
- 那覇市役所
- 沖縄県南部合同庁舎
  - 沖縄国税事務所

学校
- 上山中学校
- 国際電子ビジネス専門学校
- 沖縄大原簿記専門学校
- 沖縄ビジネス外語学院
- ITカレッジ沖縄
- 開南小学校

商業施設
- 那覇オーパ - バスターミナル直結
- ファミリーマート - 那覇バスターミナル店

郵便局
- 東町郵便局

道路
- 沖縄県道39号線
- 国道330号

宿泊施設
- ダブルツリーbyヒルトン那覇（旧ホテルソルヴィータプレミア旭橋）
- ホテルマリンウェスト那覇
- ホテルサン沖縄
- 那覇イーストホテル
- 東横イン那覇旭橋駅
- ホテルルートイン那覇旭橋駅東
- 沖縄ハーバービューホテル
- 沖縄ポートホテル
- オーガスト・イン久茂地
- アネックスエッカホテル
- 沖縄かりゆし琉球ホテル・ナハ
- 那覇東急REIホテル
- ゲストハウスそよ風

※東急ステイ沖縄那覇
その他
- 構内に「仲島の大石（なかしまのうふいし）」と呼ばれる琉球石灰岩の大きな岩がある。高さ約6メートル、周囲約25メートルで上にアコウなどの植物が自生している。岩の下部に海水に削られてできたノッチがあり、かつて付近が海であったことを示している。県指定天然記念物に指定されている。

## 乗り入れているバス会社
- 琉球バス交通
- 沖縄バス
- 那覇バス
- 東陽バス

## 乗り入れている路線
（2023年11月現在）
那覇バスターミナル内
| のりば | 系統                 | 路線                       | 主な経由地（括弧内は一部の便のみ経由）                                                                                              | 行き先                    | 運行事業者                              |
| ------ | -------------------- | -------------------------- | --- | ------------------------- | --------------------------------------- |
| 1      | 7                    | 首里城下町線               | 久茂地・おもろまち・首里城前・首里駅前・石嶺団地入口                                                                                | 石嶺団地東                | 那覇バス                                |
| 1      | 21                   | 新都心具志川線             | 久茂地・おもろまち・バイパス・真栄原・普天間・（球陽高校前）・（イオンモール）・コザ・安慶名                                        | 具志川バスターミナル      | 琉球バス交通                            |
| 1      | 90                   | 知花（バイパス）線         | 牧志・バイパス・真栄原・普天間・コザ・知花・安慶名                                                                                  | 具志川バスターミナル      | 琉球バス交通                            |
| 1      | 112                  | 国体道路線                 | 開南・バイパス・コンベンションセンター・北谷・国体道路・コザ・うるま市役所前                                                        | 具志川バスターミナル      | 琉球バス交通                            |
| 2      | 18                   | 首里駅線                   | 壺川・古波蔵・国場・県立医療センター前                                                                                              | 首里駅前方面循環          | 沖縄バス                                |
| 2      | 32                   | コンベンションセンター線   | 久茂地・安謝橋・（サンエーパルコシティ）・真志喜（コンベンションシティ）・コンベンションセンター                                    | 真志喜駐車場              | 沖縄バス                                |
| 2      | 47                   | てだこ線                   | 久茂地・安謝橋・浦添高校前・沢岻・経塚                                                                                              | 沖縄療育園前              | 沖縄バス                                |
| 2      | 127                  | 屋慶名（高速）線           | 国場・沖縄自動車道・コザ・安慶名・平敷屋                                                                                            | 屋慶名バスターミナル      | 沖縄バス                                |
| 2      | 385                  | サンエーパルコシティ線     | 美栄橋（久茂地）・泊高橋・上之屋・安謝橋・勢理客                                                                                    | サンエーパルコシティ前    | 沖縄バス                                |
| 3      | 28                   | 読谷（楚辺）線             | 久茂地（牧志）・北谷・嘉手納・楚辺                                                                                                  | 読谷バスターミナル        | 琉球バス交通 沖縄バス                   |
| 3      | 29                   | 読谷（喜名）線             | 久茂地（牧志）・北谷・嘉手納・喜名                                                                                                  | 読谷バスターミナル        | 琉球バス交通 沖縄バス                   |
| 3      | 89                   | 糸満（高良）線             | 開南・壺川・旭橋・那覇西高校（航空隊）・高良・潮平（西崎）・糸満ロータリー                                                          | 糸満バスターミナル        | 琉球バス交通 沖縄バス                   |
| 4      | 23                   | 具志川線                   | 久茂地（牧志）・伊佐・普天間・コザ・安慶名・うるま市役所前 ※平日の一部の便は全線で急行運行                                          | 具志川バスターミナル      | 琉球バス交通                            |
| 4      | 24                   | 那覇大謝名線               | 久茂地（牧志）・大謝名・真栄原・普天間・コザ・安慶名                                                                                | 具志川バスターミナル      | 琉球バス交通                            |
| 4      | 63                   | 謝苅線                     | 久茂地（牧志） ・ハンビータウン・謝苅・コザ・美里高校・安慶名                                                                       | 具志川バスターミナル      | 琉球バス交通                            |
| 4      | 110                  | 長田具志川線               | 久茂地（牧志）・大謝名・沖縄国際大学・普天間・コザ・具志川高校・安慶名                                                              | 具志川バスターミナル      | 琉球バス交通                            |
| 5      | 27                   | 屋慶名（大謝名）線         | 久茂地（美栄橋）・大謝名・真栄原・普天間・コザ・安慶名（具志川高校）・平敷屋                                                        | 屋慶名バスターミナル      | 沖縄バス                                |
| 5      | 31                   | 泡瀬西線                   | 開南・伊佐・普天間・コザ・高原 | 泡瀬営業所                | 東陽バス                                |
| 5      | 52                   | 与勝線                     | 久茂地（美栄橋）・大謝名・真栄原・普天間・渡口・コザ・高江州・前原                                                                  | 屋慶名バスターミナル      | 沖縄バス                                |
| 5      | 77                   | 名護東（辺野古）線         | 久茂地（美栄橋）・伊佐・普天間・コザ・安慶名・石川・金武・（豊原）・辺野古・（名護高校） ※平日の一部の便は那覇BT - コザ間で急行運行 | 名護バスターミナル        | 沖縄バス                                |
| 5      | 80                   | 与那城線                   | 久茂地・大謝名・真栄原・普天間・コザ・安慶名・前原                                                                                  | 屋慶名バスターミナル      | 沖縄バス                                |
| 5      | 92                   | 那覇〜イオンモール線       | 久茂地・大謝名・真栄原・普天間 | イオンモール沖縄ライカム  | 沖縄バス                                |
| 5      | 331                  | 急行バス（久茂地経由）     | 久茂地・伊佐・普天間・コザ・高原 ※那覇BT - コザ間で急行運行                                                                         | 泡瀬営業所                | 東陽バス                                |
| 5      | 777                  | 急行バス（屋慶名）線       | 久茂地・伊佐・普天間・コザ・安慶名・平敷屋 ※那覇BT - コザ間で急行運行                                                               | 屋慶名バスターミナル      | 沖縄バス                                |
| 6      | 34                   | 東風平線                   | 開南・古波蔵・国場・東風平・富盛・糸満ロータリー                                                                                    | 糸満バスターミナル        | 沖縄バス                                |
| 6      | 35                   | 志多伯線                   | 開南・沖縄大学・国場・東風平・志多伯 - 糸満ロータリー                                                                               | 糸満バスターミナル        | 沖縄バス                                |
| 6      | 39                   | 南城線                     | 開南・古波蔵・国場・与那原・馬天 | 南城市役所                | 沖縄バス                                |
| 6      | 40                   | 大里線                     | 開南・沖縄大学前・国場・照屋・仲程・大里グリーンタウン・大城                                                                        | 南城市役所                | 沖縄バス                                |
| 7      | 30                   | 泡瀬東線                   | 美栄橋・国場・与那原・西原・高原・コザ・美里高校前                                                                                  | 泡瀬営業所                | 東陽バス                                |
| 7      | 37                   | 那覇新開線                 | 開南（壺川）・国場・与那原・馬天 | 南城市役所（馬天営業所）  | 東陽バス                                |
| 7      | 38                   | 志喜屋線                   | 開南・国場・与那原・馬天・知念 | 志喜屋                    | 東陽バス                                |
| 7      | 338                  | 斎場御嶽線                 | 開南・国場・与那原・馬天・安座真 | 斎場御嶽入口              | 東陽バス                                |
| 8      | 6                    | 那覇おもろまち線           | 県庁前・壺川・古波蔵・（豊見城高校前）・国場・沖縄大学前・松川                                                                      | おもろまち駅前広場        | 那覇バス                                |
| 8      | 10                   | 牧志新都心線               | 牧志・メディカルセンター・おもろまち駅前広場・なは市民協働プラザ前・安謝小学校入口                                                  | 新都心方面循環            | 那覇バス                                |
| 8      | 12                   | 国場線                     | 県庁前・壺川・古波蔵・国場 | 新川営業所                | 那覇バス                                |
| 8      | 97                   | 琉大（首里）線             | 牧志・山川・儀保・西原入口・琉球大学病院前                                                                                          | 琉大北口駐車場            | 那覇バス                                |
| 8      | 333                  | 那覇西原（末吉経由）線     | 牧志・末吉・儀保・西原入口・西原シティ前 ・西原町役場前                                                                             | 西原営業所                | 那覇バス                                |
| 8      | 346                  | 那覇西原（鳥堀経由）線     | 牧志・鳥堀・首里駅前・西原シティ前・西原町役場前                                                                                    | 西原営業所                | 那覇バス                                |
| 9      | 25                   | 那覇普天間線               | 牧志・山川・儀保・西原入口・真栄原                                                                                                  | イオンモール沖縄ライカム  | 那覇バス                                |
| 9      | 25                   | 那覇普天間線               | 牧志・山川・儀保・西原入口・真栄原                                                                                                  | 普天間                    | 那覇バス                                |
| 9      | 50                   | 百名（東風平）線           | 開南・古波蔵・国場・東風平・具志頭・港川・富里                                                                                      | 百名バスターミナル        | 琉球バス交通                            |
| 9      | 51                   | 百名（船越）線             | 開南・古波蔵・国場・稲嶺十字路・船越・富里                                                                                          | 百名バスターミナル        | 琉球バス交通                            |
| 9      | 54                   | 前川線                     | 開南・古波蔵・国場・東風平・新城 | 玉泉洞前方面循環          | 琉球バス交通                            |
| 9      | 54                   | 前川線                     | 開南・古波蔵・国場・目取真・前川 | 玉泉洞前方面循環          | 琉球バス交通                            |
| 9      | 83                   | 玉泉洞線                   | 開南・古波蔵・国場・東風平・新城 | 玉泉洞駐車場              | 琉球バス交通                            |
| 9      | 98                   | 琉大（バイパス）線         | 牧志・バイパス・真栄原・沖縄国際大学前                                                                                              | 琉大北口駐車場            | 琉球バス交通                            |
| 9      | 125                  | 普天間空港線               | 牧志・山川・儀保・西原入口・真栄原・（琉大東口）                                                                                    | イオンモール沖縄ライカム  | 那覇バス                                |
| 9      | 446                  | 那覇糸満線                 | 開南・壺川・旭橋・小禄・豊見城・保栄茂（豊見城団地）・糸満ロータリー                                                                | 糸満営業所                | 那覇バス                                |
| 9      | 446                  | 那覇糸満線                 | 旭町・壺川・与儀十字路・開南・県庁南口                                                                                              | 那覇バスターミナル        | 那覇バス                                |
| 10     | 27                   | 屋慶名（大謝名）線         | 久茂地・大謝名・真栄原・普天間・コザ・安慶名・平敷屋                                                                                | 屋慶名バスターミナル      | 沖縄バス                                |
| 10     | 32                   | コンベンションセンター線   | 久茂地・安謝橋・（サンエーパルコシティ）・真志喜（コンベンションシティ）・コンベンションセンター                                    | 真志喜駐車場              | 沖縄バス                                |
| 10     | 39                   | 南城線                     | 開南・古波蔵・国場・与那原・馬天 | 南城市役所                | 沖縄バス                                |
| 10     | 43                   | 北谷線                     | 久茂地・安謝橋・（サンエーパルコシティ）・真志喜（コンベンションシティ）・コンベンションセンター・北谷                              | 北谷町役場                | 沖縄バス                                |
| 10     | 55                   | 牧港線                     | 牧志・内間・安波茶・牧港・兼久原・コンベンションセンター                                                                            | 宜野湾営業所              | 琉球バス交通                            |
| 10     | 56                   | 浦添線                     | 牧志・内間・安波茶・西原入口・浦西団地                                                                                              | 西原四丁目                | 琉球バス交通                            |
| 10     | 56                   | 浦添線                     | 牧志・内間・安波茶・西原入口・浦西団地                                                                                              | 真栄原                    | 琉球バス交通                            |
| 10     | 87                   | 赤嶺てだこ線               | 久茂地・安謝橋・浦添高校前・沢岻・経塚                                                                                              | 沖縄療育園前              | 沖縄バス                                |
| 10     | 88                   | 宜野湾線                   | 牧志・バイパス・真栄原・普天間・コンベンションセンター                                                                              | 宜野湾営業所              | 琉球バス交通                            |
| 10     | 89                   | 糸満（高良）線             | 旭町・壺川・与儀十字路・開南・県庁南口                                                                                              | 那覇バスターミナル        | 琉球バス交通 沖縄バス                   |
| 10     | 256                  | 浦添てだこ線               | 牧志・内間・安波茶・西原入口 | てだこ浦西駅              | 琉球バス交通                            |
| 11     | 20                   | 名護西線                   | 牧志・北谷・嘉手納・ムーンビーチ・万座ビーチ・（名護高校）                                                                          | 名護バスターミナル        | 琉球バス交通 沖縄バス                   |
| 11     | 23                   | 具志川線                   | 久茂地（牧志）・伊佐・普天間・コザ・安慶名・うるま市役所                                                                            | 具志川バスターミナル      | 琉球バス交通                            |
| 11     | 26                   | 宜野湾空港線               | 久茂地・安謝・サンエーパルコシティ（兼久原）・コンベンションセンター                                                                | 宜野湾営業所              | 琉球バス交通                            |
| 11     | 99                   | 天久新都心線               | 久茂地・新都心・安謝・真志喜・コンベンションセンター                                                                                | 宜野湾営業所              | 琉球バス交通                            |
| 11     | 111                  | 高速バス                   | 国場・沖縄自動車道・世冨慶 | 名護バスターミナル        | 琉球バス交通 沖縄バス 那覇バス 東陽バス |
| 11     | 113                  | 具志川空港線               | 国場・沖縄自動車道・コザ・安慶名・うるま市役所前                                                                                    | 具志川バスターミナル      | 琉球バス交通                            |
| 11     | 117                  | 高速バス（美ら海直行）     | 国場・沖縄自動車道・世冨慶・名護バスターミナル                                                                                      | ホテルオリオンモトブ&スパ | 琉球バス交通 沖縄バス 那覇バス          |
| 11     | 120                  | 名護西空港線               | 牧志・北谷・嘉手納・ムーンビーチ・万座ビーチ                                                                                        | 名護バスターミナル        | 琉球バス交通 沖縄バス                   |
| 11     | 123                  | 石川空港線                 | 国場・沖縄自動車道・球陽高校・コザ・知花・石川                                                                                      | 東山駐車場                | 琉球バス交通                            |
| 11     | 152                  | イオンモール沖縄ライカム線 | 国場・那覇インター前・沖縄自動車道                                                                                                  | イオンモール沖縄ライカム  | 琉球バス交通                            |
| 11     | 190                  | 知花空港線                 | 牧志・バイパス・真栄原・普天間・コザ・知花・安慶名                                                                                  | 具志川バスターミナル      | 琉球バス交通                            |
| 11     | カヌチャシャトルバス |                            | |                           | 琉球バス交通                            |
| 11     | 空港リムジンバス     | 空港リムジンバス           | 空港リムジンバス | 空港リムジンバス          | 沖縄バス                                |

旭橋・那覇バスターミナル バス停（国税事務所側）
| 系統                   | 路線                               | 主な経由地（括弧内は一部の便のみ経由）                   | 行き先                            | 運行事業者                              |
| ---------------------- | ---------------------------------- | -------------------------------------------------------- | --------------------------------- | --------------------------------------- |
| 23                     | 具志川線                           | 公園前・軍桟橋前・フリーゾーン前                         | 那覇空港                          | 琉球バス交通                            |
| 26                     | 宜野湾空港線                       | 公園前・軍桟橋前・フリーゾーン前                         | 那覇空港                          | 琉球バス交通                            |
| 27                     | 屋慶名（大謝名）線                 | 那覇西高校・赤嶺駅・高良・我那覇・道の駅豊崎             | 豊見城営業所                      | 沖縄バス                                |
| 32                     | コンベンションセンター線           | 那覇西高校・赤嶺駅・高良・我那覇・道の駅豊崎             | 豊見城営業所                      | 沖縄バス                                |
| 39                     | 南城線                             | 那覇西高校・赤嶺駅・高良・我那覇・道の駅豊崎             | 豊見城営業所                      | 沖縄バス                                |
| 43                     | 北谷線                             | 那覇西高校・赤嶺駅・高良・我那覇・道の駅豊崎             | 豊見城営業所                      | 沖縄バス                                |
| 55                     | 牧港線                             | 小禄・宜保・我那覇                                       | 豊崎美らSUNビーチ前（道の駅豊崎） | 琉球バス交通                            |
| 56                     | 浦添線                             | 那覇西高校・赤嶺駅・高良・我那覇                         | 豊崎美らSUNビーチ前（道の駅豊崎） | 琉球バス交通                            |
| 83                     | 玉泉洞線                           | 公園前・軍桟橋前・フリーゾーン前                         | 那覇空港                          | 琉球バス交通                            |
| 87                     | 赤嶺てだこ線                       | 那覇西高校・高良・我那覇・道の駅豊崎                     | 豊見城営業所                      | 沖縄バス                                |
| 88                     | 宜野湾線                           | 小禄・宜保・我那覇                                       | 豊崎美らSUNビーチ前               | 琉球バス交通                            |
| 89                     | 糸満（高良）線                     | 那覇西高校（航空隊）・高良・潮平（西崎）・糸満ロータリー | 糸満バスターミナル                | 琉球バス交通 沖縄バス                   |
| 98                     | 琉大（バイパス）線                 | 小禄・宜保・我那覇                                       | 豊崎美らSUNビーチ前（道の駅豊崎） | 琉球バス交通                            |
| 99                     | 天久新都心線                       | 公園前・軍桟橋前・フリーゾーン前                         | 那覇空港                          | 琉球バス交通                            |
| 111                    | 高速バス                           | フリーゾーン前                                           | 那覇空港                          | 琉球バス交通 沖縄バス 那覇バス 東陽バス |
| 113                    | 具志川空港線                       | 公園前・軍桟橋前・フリーゾーン前                         | 那覇空港                          | 琉球バス交通                            |
| 117                    | 高速バス（美ら海直行）             | フリーゾーン前                                           | 那覇空港                          | 琉球バス交通 沖縄バス 那覇バス          |
| 120                    | 名護西空港線                       | 公園前・軍桟橋前・フリーゾーン前                         | 那覇空港                          | 琉球バス交通 沖縄バス                   |
| 123                    | 石川空港線                         | 公園前・軍桟橋前・フリーゾーン前                         | 那覇空港                          | 琉球バス交通                            |
| 125                    | 普天間空港線                       | 公園前・軍桟橋前・フリーゾーン前                         | 那覇空港                          | 那覇バス                                |
| 152                    | イオンモール沖縄ライカム（高速）線 | ―                                                        | 那覇空港                          | 琉球バス交通                            |
| 190                    | 知花空港線                         | 公園前・軍桟橋前・フリーゾーン前                         | 那覇空港                          | 琉球バス交通                            |
| 256                    | 浦添てだこ線                       | 那覇西高校・高良・我那覇                                 | 豊崎美らSUNビーチ前               | 琉球バス交通                            |
| 446                    | 那覇糸満線                         | 小禄・豊見城・保栄茂（豊見城団地）・糸満ロータリー       | 糸満営業所                        | 那覇バス                                |
| 空港リムジンバス       | 空港リムジンバス                   | 空港リムジンバス                                         | 空港リムジンバス                  | 沖縄バス                                |
| 沖縄エアポートシャトル | 沖縄エアポートシャトル             | 沖縄エアポートシャトル                                   | 沖縄エアポートシャトル            | 沖縄エアポートシャトル                  |
| カヌチャシャトルバス   | カヌチャシャトルバス               | カヌチャシャトルバス                                     | カヌチャシャトルバス              | 琉球バス交通                            |

バスターミナル前 バス停（県庁北口・県庁前向け）
| 系統 | 路線               | 主な経由地（括弧内は一部の便のみ経由）             | 行き先                           | 運行事業者   |
| ---- | ------------------ | -------------------------------------------------- | -------------------------------- | ------------ |
| 4    | 新川おもろまち線   | 牧志・宗元寺東・那覇メインプレイス東口             | おもろまち駅前広場               | 那覇バス     |
| 14   | 牧志開南循環線     | 県庁前・開南・繁多川・県立医療センター東口         | 新川営業所                       | 那覇バス     |
| 25   | 那覇普天間線       | 牧志・山川・儀保・西原入口・真栄原                 | 普天間                           | 那覇バス     |
| 25   | 那覇普天間線       | 牧志・山川・儀保・西原入口・真栄原                 | イオンモール沖縄ライカム         | 那覇バス     |
| 50   | 百名（東風平）線   | 県庁北口                                           | 琉銀本店前                       | 琉球バス交通 |
| 101  | 平和台安謝線       | 牧志・泊高橋・安謝橋                               | 市場北口方面循環                 | 那覇バス     |
| 125  | 普天間空港線       | 牧志・山川・儀保・西原入口・真栄原・（琉大東口）   | イオンモール沖縄ライカム         | 那覇バス     |
| 190  | 知花空港線         | 牧志・バイパス・真栄原・普天間・コザ・知花・安慶名 | 具志川バスターミナル             | 琉球バス交通 |
| 200  | 糸満おもろまち線   | 久茂地・泊高橋・那覇メインプレイス東口             | おもろまち駅前広場               | 沖縄バス     |
| 235  | 志多伯おもろまち線 | 久茂地・泊高橋・那覇メインプレイス東口             | おもろまち駅前広場               | 沖縄バス     |
| 309  | 大里〜結の街線     | 久茂地・泊高橋・安謝橋・勢理客                     | サンエーパルコシティ前（結の街） | 沖縄バス     |
| 334  | 国立劇場おきなわ線 | 久茂地・泊高橋・安謝橋・勢理客                     | サンエーパルコシティ前           | 沖縄バス     |
| 339  | 南城〜結の街線     | 久茂地・泊高橋・安謝橋・勢理客                     | 結の街                           | 沖縄バス     |

バスターミナル前 バス停（開南・壺川・旭橋・那覇バスターミナル向け）
| 系統 | 路線               | 主な経由地（括弧内は一部の便のみ経由）                       | 行き先             | 運行事業者   |
| ---- | ------------------ | ------------------------------------------------------------ | ------------------ | ------------ |
| 4    | 新川おもろまち線   | 開南・識名・県立医療センター東口                             | 新川営業所         | 那覇バス     |
| 14   | 牧志開南循環線     | 旭橋駅前・牧志・首里駅前・県立医療センター東口               | 新川営業所         | 那覇バス     |
| 25   | 那覇普天間線       | ―                                                            | 那覇バスターミナル | 那覇バス     |
| 101  | 平和台安謝線       | 壺川・小禄・豊見城・平和台団地入口                           | 具志営業所         | 那覇バス     |
| 125  | 普天間空港線       | 旭橋・公園前・軍桟橋前・フリーゾーン前                       | 那覇空港           | 那覇バス     |
| 190  | 知花空港線         | 旭橋・公園前・軍桟橋前・フリーゾーン前                       | 那覇空港           | 琉球バス交通 |
| 200  | 糸満おもろまち線   | 壺川・古波蔵・国場・東風平・志多伯・糸満ロータリー           | 糸満バスターミナル | 沖縄バス     |
| 235  | 志多伯おもろまち線 | 開南・沖縄大学前・国場・東風平・志多伯・糸満ロータリー       | 糸満バスターミナル | 沖縄バス     |
| 309  | 大里〜結の街線     | 開南・沖縄大学前・国場・照屋・仲程・大里グリーンタウン・大城 | 南城市役所         | 沖縄バス     |
| 334  | 国立劇場おきなわ線 | 開南・古波蔵・国場・東風平・富盛・糸満ロータリー             | 糸満バスターミナル | 沖縄バス     |
| 339  | 南城〜結の街線     | 開南（壺川）・古波蔵・国場・与那原・馬天                     | 南城市役所         | 沖縄バス     |

## 隣のバス停
7番・10番・20番・21番・23番・24番・26番・27番・28番・29番・30番・32番・47番・52番・63番・77番・80番・90番・92番・97番・99番・110番・331番・333番・346番・385番・777番
那覇バスターミナル - 県庁北口
23番・26番・27番・32番・43番・56番・87番・88番・98番・99番・120番・256番
公園前 - 旭橋・那覇バスターミナル - 県庁北口
25番
那覇バスターミナル - バスターミナル前 - 県庁北口
125番・190番
公園前 - 旭橋・那覇バスターミナル - バスターミナル前 - 県庁北口
31番・34番・35番・37番・38番・39番・40番・50番・51番・54番・83番・89番・112番・338番・446番
那覇バスターミナル - 上泉
39番・55番・83番
公園前 - 旭橋・那覇バスターミナル - 上泉
18番・37番・127番
那覇バスターミナル - 旭町
89番・113番・123番・446番
公園前 - 旭橋・那覇バスターミナル - 旭町
111番・117番
フリーゾーン前 - 旭橋・那覇バスターミナル - 国場
152番
那覇空港 - 旭橋・那覇バスターミナル - 国場
6番・12番
那覇バスターミナル - 県庁前
4番・235番・309番・334番・339番
上泉 - バスターミナル前 - 県庁北口
50番・101番・200番・339番
旭町 - バスターミナル前 - 県庁北口
14番
旭橋駅前 - バスターミナル前 - 県庁前